# Sergej Grišaev
Sergej Ėduardovič Grišaev (in russo Сергей Эдуардович Гришаев?; Nevel'sk, 12 novembre 1961) è un ex cestista e allenatore di pallacanestro sovietico e russo.
È il padre di Nadežda Grišaeva.

## Carriera
Con l'Unione Sovietica ha disputato i Campionati mondiali del 1986.